# Liste der Patriarchen von Westindien
Die folgenden Personen waren Bischöfe und Patriarchen des Patriarchats von Westindien (Antillen):
- Antonio de Rojas Manrique (1524–1527)
- Esteban Gabriel Merino (1530–1535)
- Fernando Niño de Guevara (1546–1552)
- Antonio de Fonseca (1558)
- Pedro de Moya y Contreras (15. Januar bis 7. Dezember 1591)
- Juan Guzmán (1602–1605)
- Juan Bautista de Acevedo Muñoz (1606–1608)
- Pedro Manso (1608–1609)
- Diego Guzmán de Haros (1616–1625)
- Andrés Pacheco (1625–1626)
- Alfonso Pérez de Guzmán (1627–1670)
- Antonio Manrique de Guzmán (1670–1679)
- Antonio de Benavides y Bazán (1679–1691)
- Pedro Portocarrero y Guzmán (1691–1705)
- Álvaro Eugenio de Mendoza
- Carlos Borja Centellas y Ponce de León (1708–1733)
- Camaño Sotomayor (1734–1761)
- Buenaventura Córdoba Espinosa de la Cerda (1761–1777)
- Francisco Javier Delgado Benegas (1778–1781) (auch Erzbischof von Sevilla)
- Cayetano de Adsor y Pares (25. Februar bis 12. Juli 1782)
- Manuel Buenaventura Figueroa Barrero (1782–1783)
- Antonio Sentmanat y Castellá (1784–1806)
- Ramón José Arce (1806–1816)
- Francisco Antonio Cebrián Valdá (1815–1820)
- Antonio Allué Sesse (1820–1842)
- Antonio Posada Rubín de Celis (1847–1851)
- Tomás Iglesias Bárcones (1851–1874)
- Francisco de Paula Benavides y Navarrete, O.S. (1875–1881)
- José Moreno y Mazón (1881–1885) (auch Erzbischof von Granada)
- Zeferino Gonzalez y Diaz-Tunon (1885–1886) (auch Erzbischof von Toledo)
- Miguel Paya y Rico (1886–1891) (auch Erzbischof von Toledo)
- Antolin Monescillo y Viso (1892–1897) (auch Erzbischof von Toledo)
- Ciriaco María Sancha y Hervás (1898–1909)
- Gregorio María Aguirre y García (1909–1913)
- Victoriano Guisasola y Menéndez (1914–1920)
- Jaime Cardona y Tur (1920–1923)
- Julián de Diego y García Alcolea (1923–1925)
- Francisco Muñoz y Izquierdo (1925–1930)
- Raimondo Perez y Rodriguez (1930–1937)
- Leopoldo Eijo y Garay (1946–1963)

Seit 1963 ist das Patriarchat vakant.